# Georgeta Hurmuzachi
Georgeta Hurmuzachi, nach Heirat Georgeta Dumitrescu, (* 23. Januar 1936) ist eine ehemalige rumänische Kunstturnerin.
Hurmuzachi gehörte dem CS Dinamo Bukarest an. 1956 nahm sie an den Olympischen Spielen in Melbourne teil. Mit ihren Dinamo-Mannschaftskolleginnen Elena Săcălici und Emilia Vătășoiu sowie Sonia Iovan, Elena Leuștean und Elena Mărgărit gewann sie Bronze hinter der Sowjetunion und Ungarn und damit die erste Turn-Mehrkampf-Mannschaftsmedaille für Rumänien überhaupt.
Außerdem erreichte Hurmuzachi Platz fünf in der Gruppengymnastik und Platz 16 im Einzel-Mehrkampf. Im Bodenturnen, am Stufenbarren, beim Pferdsprung und am Schwebebalken landete sie auf hinteren Rängen.